# 1. Fußball-Club Saarbrücken 1995-1996
Questa voce raccoglie le informazioni riguardanti il 1. Fußball-Club Saarbrücken nelle competizioni ufficiali della stagione 1995-1996.

## Stagione
Nella stagione 1995-1996 il Saarbrücken, allenato da Klaus Scheer, concluse il campionato di Regionalliga ovest-sudovest al 7º posto. In Coppa di Germania il Saarbrücken fu eliminato al primo turno dall'Eintracht Francoforte.

## Rosa
| N. |                        | Ruolo | Calciatore      |
| -- | ---------------------- | ----- | --------------- |
| 8  | Nigeria (bandiera)     | A     | Sambo Choji     |
| 26 | Nigeria (bandiera)     | C     | Stephen Musa    |
|    | Germania (bandiera)    | P     | Denis Gilgemann |
|    | Germania (bandiera)    | P     | Georg Müller    |
|    | Germania (bandiera)    | P     | Stephan Straub  |
|    | Germania (bandiera)    | D     | Dirk Angel      |
|    | Germania (bandiera)    | D     | Henning Bürger  |
|    | Germania (bandiera)    | D     | Peter Eiden     |
|    | Germania (bandiera)    | D     | Sascha Hildmann |
|    | Germania (bandiera)    | D     | Patrick Klyk    |
|    | Slovacchia (bandiera)  | D     | Miloš Tomaš     |
|    | Germania (bandiera)    | C     | Andreas Abel    |
|    | Stati Uniti (bandiera) | C     | Dario Brose     |
|    | Liberia (bandiera)     | C     | Robert Clarke   |

| N. |                        | Ruolo | Calciatore         |
| -- | ---------------------- | ----- | ------------------ |
|    | Germania (bandiera)    | C     | Thomas Gerstner    |
|    | Germania (bandiera)    | C     | Jürgen Kramny      |
|    | Germania (bandiera)    | C     | Alexander Leibrock |
|    | Germania (bandiera)    | C     | Christian Mehle    |
|    | Germania (bandiera)    | C     | Mario Nickeleit    |
|    | Ghana (bandiera)       | C     | Yaw Ohemeng        |
|    | Portogallo (bandiera)  | C     | Paolo da Palma     |
|    | Germania (bandiera)    | C     | Bernd Rohrbacher   |
|    | Stati Uniti (bandiera) | C     | Ryan Tinsley       |
|    | Georgia (bandiera)     | A     | Melori Bigvava     |
|    | Germania (bandiera)    | A     | Angelo Donato      |
|    | Germania (bandiera)    | A     | Jörg Nowotny       |
|    | Germania (bandiera)    | A     | Michael Petri      |
|    | Germania (bandiera)    | A     | Andreas Schwinn    |

## Organigramma societario
Area tecnica
- Allenatore: Klaus Scheer
- Allenatore in seconda:
- Preparatore dei portieri:
- Preparatori atletici:
- Analisi video:

## Calciomercato

### Sessione estiva
| Acquisti | Acquisti           | Acquisti           | Acquisti |
| R.       | Nome               | da                 | Modalità |
| -------- | ------------------ | ------------------ | -------- |
| C        | Dario Brose        | Stade Briochin     |          |
| C        | Robert Clarke      | Eisbachtal         |          |
| A        | Taifour Diane      | Bayer Leverkusen   |          |
| C        | Wolfgang Flick     | Edenkoben          |          |
| C        | Jürgen Kramny      | Norimberga         |          |
| C        | Alexander Leibrock | Saarbrücken II     |          |
| D        | Carsten Linke      | Homburg            |          |
| A        | Johnny Maessner    | Connecticut Wolves |          |
| C        | Mario Nickeleit    | Sachsen Lipsia     |          |
| C        | Paolo da Palma     | Bochum             |          |

| Cessioni | Cessioni           | Cessioni           | Cessioni |
| R.       | Nome               | a                  | Modalità |
| -------- | ------------------ | ------------------ | -------- |
| C        | Wolfgang Flick     | Hauenstein         |          |
| D        | Bernd Eichmann     | Homburg            |          |
| P        | Manfred Kubik      | Salmrohr           |          |
| C        | Matthias Lust      | Unterhaching       |          |
| A        | Joe-Max Moore      | Norimberga         |          |
| A        | Mikuláš Radványi   | Spartak Trnava     |          |
| C        | Jörg Reeb          | Arminia Bielefeld  |          |
| C        | Thorsten Schmugge  | Bochum             |          |
| D        | Jörn Schwinkendorf | Fortuna Düsseldorf |          |
| C        | Christian Simon    | Unterhaching       |          |
| C        | Thomas Stickroth   | Bochum             |          |
| C        | Sachar Theres      | Homburg            |          |
| D        | Joachim Trautmann  | Salmrohr           |          |

### Sessione invernale
| Acquisti | Acquisti       | Acquisti             | Acquisti |
| R.       | Nome           | da                   | Modalità |
| -------- | -------------- | -------------------- | -------- |
| A        | Melori Bigvava | Borussia Neunkirchen |          |

| Cessioni | Cessioni        | Cessioni               | Cessioni |
| R.       | Nome            | a                      | Modalità |
| -------- | --------------- | ---------------------- | -------- |
| A        | Johnny Maessner | D.C. United            |          |
| D        | Carsten Linke   | Hannover 96            |          |
| A        | Taifour Diane   | Borussia M'gladbach II |          |
| C        | Falko Götz      | Hertha Berlino         |          |
| A        | Markus Lützler  | Norimberga             |          |
| A        | A.J. Wood       | N.Y. Red Bulls         |          |

## Risultati

### Regionalliga ovest-sudovest

#### Girone di andata
| Arbitro: | Liedtke |

|  |           |            |
|  | Marcatori | 66’ Scharf |

| Arbitro: | Jansen |

|  |           |                      |
|  | Marcatori | 36’ Kramny 69’ Tomaš |

| Arbitro: | Casper |

|                            |           |              |
| Klyk 4’, 76’ Nickeleit 51’ | Marcatori | 22’ Feinbier |

| Arbitro: | Engler |

|                      |           |          |
| Weber 43’ Müller 88’ | Marcatori | 79’ Klyk |

| Arbitro: | Berg |

|                                     |           |  |
| Lützler 65’ Nickeleit 78’ Linke 90’ | Marcatori |  |

| Arbitro: | Kinhöfer |

|                                  |           |                        |
| Kotthaus 72’ Schröder 76’ (rig.) | Marcatori | 20’ Lützler 79’ Bürger |

| Arbitro: | Blüthgen |

|                     |           |  |
| Tomaš 13’ Diane 16’ | Marcatori |  |

| Arbitro: | Hotop |

|                  |           |           |
| Hecking 58’, 85’ | Marcatori | 62’ Linke |

| Arbitro: | Friedrichs |

|  |           |                               |
|  | Marcatori | 55’ Zedi 66’ Klein 88’ Wuckel |

| Arbitro: | Kestermann |

|  |           |                       |
|  | Marcatori | 64’ Palma 90’ Tinsley |

| 24 settembre 1995 11ª giornata |  | – turno di riposo |  |  |

| Arbitro: | Gerber |

|                     |           |                        |
| Kramny 12’ Musa 69’ | Marcatori | 26’ Hummel 81’ Bigvava |

| Arbitro: | Aust |

|                |           |                   |
| Schmelting 63’ | Marcatori | 52’ Götz 71’ Musa |

| Arbitro: | Schneider |

|                                                          |           |                            |
| Tomaš 23’, 47’ (rig.), 80’ (rig.) Brose 43’ Hildmann 81’ | Marcatori | 34’ Bonan 67’ (rig.) Papić |

| Arbitro: | Funken |

|                              |           |  |
| Kornmaier 5’, 89’ Kämper 11’ | Marcatori |  |

| Arbitro: | Wicht |

|                      |           |  |
| Tomaš 19’ Kramny 21’ | Marcatori |  |

| Arbitro: | Weber |

|            |           |  |
| Karaca 85’ | Marcatori |  |

| Arbitro: | Schütz |

|                                |           |           |
| Nickeleit 39’ Lützler 75’, 79’ | Marcatori | 71’ Milde |

| Arbitro: | Jonsson |

|  |           |                        |
|  | Marcatori | 1’ Nickeleit 18’ Brose |

#### Girone di ritorno
| Arbitro: | Henrich |

|                      |           |                  |
| Jansen 45’ Demir 58’ | Marcatori | 63’ (aut.) Dröge |

| Arbitro: | Müller |

|  |           |                            |
|  | Marcatori | 83’ Arveladze 88’ Nemsadze |

| Arbitro: | Plettenberg |

|                                 |           |                  |
| Roege 7’ Feinbier 32’ Bluhm 90’ | Marcatori | 22’ (rig.) Tomaš |

| Arbitro: | Schneider |

|                                                                        |           |                          |
| Tomaš 29’ Nowotny 38’ Musa 66’ Tinsley 72’ Kramny 74’ Bigvava 84’, 87’ | Marcatori | 65’ Breitzke 82’ Hartwig |

| Arbitro: | Orde |

|                               |           |                         |
| Schmidt 53’, 75’ Notthoff 82’ | Marcatori | 63’ Choji 90’ Nickeleit |

| Arbitro: | Domurat |

|                        |           |                     |
| Nowotny 23’ Bürger 65’ | Marcatori | 47’ Flür 53’ Goulet |

| Bonn 10 marzo 1996, ore 15:00 CET 26ª giornata | Bonner | 0 – 0 referto | Saarbrücken | Sportpark Nord (850 spett.)\| Arbitro: \| Jansen \| |
| Arbitro:                                       | Jansen |               |             |                                                     |

| Arbitro: | Prengel |

|                                    |           |             |
| Bräuer 37’ (aut.) Tomaš 50’ (rig.) | Marcatori | 5’ Spannuth |

| Arbitro: | Krug |

|              |           |  |
| Landgraf 32’ | Marcatori |  |

| Arbitro: | Willems |

|                       |           |  |
| Palma 53’ Nowotny 63’ | Marcatori |  |

| 8 aprile 1996 30ª giornata |  | – turno di riposo |  |  |

| Arbitro: | Leimert |

|          |           |                                 |
| Lahm 80’ | Marcatori | 44’ Brose 64’ Kramny 67’ Bürger |

| Arbitro: | Clemens |

|  |           |                     |
|  | Marcatori | 42’ Geise 58’ Klaus |

| Arbitro: | Dardenne |

|                 |           |            |
| van der Ven 49’ | Marcatori | 60’ Donato |

| Arbitro: | Schäfer |

|             |           |                  |
| Ohemeng 62’ | Marcatori | 56’ Bettenstaedt |

| Arbitro: | Kestermann |

|                   |           |          |
| Stanivuk 59’, 70’ | Marcatori | 26’ Klyk |

| Arbitro: | Schütz |

|                                                |           |                |
| Tomaš 7’ (rig.) Musa 22’ Choji 57’ Ohemeng 64’ | Marcatori | 5’, 20’ Karaca |

| Arbitro: | Werthmann |

|                 |           |                                      |
| Jablonowski 65’ | Marcatori | 13’, 85’ Choji 38’ Bigvava 87’ Petri |

| Arbitro: | Casper |

|          |           |                |
| Abel 41’ | Marcatori | 87’ Herzberger |

### Coppa di Germania
| Arbitro: | Leimert |

|           |           |                          |
| Flick 89’ | Marcatori | 3’ (aut.) Götz 101’ Binz |

## Statistiche

### Statistiche di squadra
| Competizione                | Punti | In casa | In casa | In casa | In casa | In casa | In casa | In trasferta | In trasferta | In trasferta | In trasferta | In trasferta | In trasferta | Totale | Totale | Totale | Totale | Totale | Totale | DR  |
| Competizione                | Punti | G       | V       | N       | P       | Gf      | Gs      | G            | V            | N            | P            | Gf           | Gs           | G      | V      | N      | P      | Gf     | Gs     | DR  |
| --------------------------- | ----- | ------- | ------- | ------- | ------- | ------- | ------- | ------------ | ------------ | ------------ | ------------ | ------------ | ------------ | ------ | ------ | ------ | ------ | ------ | ------ | --- |
| Regionalliga ovest-sudovest | 55    | 18      | 10      | 4       | 4       | 39      | 23      | 18           | 6            | 3            | 9            | 25           | 25           | 36     | 16     | 7      | 13     | 64     | 48     | +16 |
| Coppa di Germania           | -     | 1       | 0       | 0       | 1       | 1       | 2       | 0            | 0            | 0            | 0            | 0            | 0            | 1      | 0      | 0      | 1      | 1      | 2      | -1  |
| Totale                      | 55    | 19      | 10      | 4       | 5       | 40      | 25      | 18           | 6            | 3            | 9            | 25           | 25           | 37     | 16     | 7      | 14     | 65     | 50     | +15 |

### Andamento in campionato
| Giornata  | 1  | 2 | 3 | 4 | 5 | 6 | 7 | 8 | 9 | 10 | 11 | 12 | 13 | 14 | 15 | 16 | 17 | 18 | 19 | 20 | 21 | 22 | 23 | 24 | 25 | 26 | 27 | 28 | 29 | 30 | 31 | 32 | 33 | 34 | 35 | 36 | 37 | 38 |
| --------- | -- | - | - | - | - | - | - | - | - | -- | -- | -- | -- | -- | -- | -- | -- | -- | -- | -- | -- | -- | -- | -- | -- | -- | -- | -- | -- | -- | -- | -- | -- | -- | -- | -- | -- | -- |
| Luogo     | C  | T | C | T | C | T | C | T | C | T  |    | C  | T  | C  | T  | C  | T  | C  | T  | T  | C  | T  | C  | T  | C  | T  | C  | T  | C  |    | T  | C  | T  | C  | T  | C  | T  | C  |
| Risultato | P  | V | V | P | V | N | V | P | P | V  |    | N  | V  | V  | P  | V  | P  | V  | V  | P  | P  | P  | V  | P  | N  | N  | V  | P  | V  |    | V  | P  | N  | N  | P  | V  | V  | N  |
| Posizione | 15 | 9 | 3 | 8 | 5 | 4 | 3 | 5 | 9 | 6  | 6  | 7  | 5  | 5  | 6  | 5  | 7  | 6  | 6  | 6  | 6  | 7  | 6  | 7  | 7  | 7  | 7  | 7  | 7  | 7  | 7  | 8  | 8  | 8  | 8  | 7  | 7  | 7  |

Legenda:

Luogo: C = Casa; T = Trasferta. Risultato: V = Vittoria; N = Pareggio; P = Sconfitta.

### Statistiche dei giocatori
| Giocatore     | Regionalliga | Regionalliga | Regionalliga | Regionalliga | Coppa di Germania | Coppa di Germania | Coppa di Germania | Coppa di Germania | Totale   | Totale | Totale      | Totale     |
| Giocatore     | Presenze     | Reti         | Ammonizioni  | Espulsioni   | Presenze          | Reti              | Ammonizioni       | Espulsioni        | Presenze | Reti   | Ammonizioni | Espulsioni |
| ------------- | ------------ | ------------ | ------------ | ------------ | ----------------- | ----------------- | ----------------- | ----------------- | -------- | ------ | ----------- | ---------- |
| A. Abel       | 2            | 1            | 1            | 0            | 0                 | 0                 | 0                 | 0                 | 2        | 1      | 1           | 0          |
| D. Angel      | 0            | 0            | 0            | 0            | 0                 | 0                 | 0                 | 0                 | 0        | 0      | 0           | 0          |
| M. Bigvava    | 16           | 3            | 3            | 0            | 0                 | 0                 | 0                 | 0                 | 16       | 3      | 3           | 0          |
| D. Brose      | 32           | 3            | 6            | 0            | 1                 | 0                 | 0                 | 0                 | 33       | 3      | 6           | 0          |
| H. Bürger     | 34           | 3            | 4            | 0            | 1                 | 0                 | 0                 | 0                 | 35       | 3      | 4           | 0          |
| S. Choji      | 8            | 4            | 0            | 0            | 0                 | 0                 | 0                 | 0                 | 8        | 4      | 0           | 0          |
| R. Clarke     | 10           | 0            | 1            | 0            | 0                 | 0                 | 0                 | 0                 | 10       | 0      | 1           | 0          |
| T. Diane      | 2            | 1            | 0            | 0            | 0                 | 0                 | 0                 | 0                 | 2        | 1      | 0           | 0          |
| A. Donato     | 18           | 1            | 1            | 0            | 0                 | 0                 | 0                 | 0                 | 18       | 1      | 1           | 0          |
| P. Eiden      | 1            | 0            | 0            | 0            | 0                 | 0                 | 0                 | 0                 | 1        | 0      | 0           | 0          |
| W. Flick      | 9            | 0            | 1            | 0            | 1                 | 1                 | 0                 | 0                 | 10       | 1      | 1           | 0          |
| T. Gerstner   | 7            | 0            | 4            | 0            | 0                 | 0                 | 0                 | 0                 | 7        | 0      | 4           | 0          |
| D. Gilgemann  | 2            | 0            | 0            | 0            | 0                 | 0                 | 0                 | 0                 | 2        | 0      | 0           | 0          |
| F. Götz       | 13           | 1            | 2            | 1            | 1                 | 0                 | 0                 | 0                 | 14       | 1      | 2           | 1          |
| S. Hildmann   | 14           | 1            | 4            | 0            | 1                 | 0                 | 0                 | 0                 | 15       | 1      | 4           | 0          |
| P. Klyk       | 30           | 4            | 5            | 1            | 1                 | 0                 | 1                 | 0                 | 31       | 4      | 6           | 1          |
| J. Kramny     | 33           | 5            | 3            | 0            | 1                 | 0                 | 0                 | 0                 | 34       | 5      | 3           | 0          |
| A. Leibrock   | 2            | 0            | 0            | 0            | 0                 | 0                 | 0                 | 0                 | 2        | 0      | 0           | 0          |
| C. Linke      | 19           | 2            | 1            | 0            | 1                 | 0                 | 0                 | 0                 | 20       | 2      | 1           | 0          |
| M. Lützler    | 14           | 4            | 0            | 0            | 1                 | 0                 | 0                 | 0                 | 15       | 4      | 0           | 0          |
| J. Maessner   | 5            | 0            | 2            | 0            | 0                 | 0                 | 0                 | 0                 | 5        | 0      | 2           | 0          |
| C. Mehle      | 8            | 0            | 2            | 0            | 0                 | 0                 | 0                 | 0                 | 8        | 0      | 2           | 0          |
| S. Musa       | 30           | 4            | 0            | 0            | 0                 | 0                 | 0                 | 0                 | 30       | 4      | 0           | 0          |
| G. Müller     | 7            | 0            | 0            | 0            | 0                 | 0                 | 0                 | 0                 | 7        | 0      | 0           | 0          |
| M. Nickeleit  | 32           | 5            | 6            | 2            | 1                 | 0                 | 0                 | 0                 | 33       | 5      | 6           | 2          |
| J. Nowotny    | 13           | 3            | 1            | 0            | 0                 | 0                 | 0                 | 0                 | 13       | 3      | 1           | 0          |
| Y. Ohemeng    | 10           | 2            | 0            | 0            | 0                 | 0                 | 0                 | 0                 | 10       | 2      | 0           | 0          |
| P. Palma      | 32           | 2            | 12           | 4            | 1                 | 0                 | 0                 | 1                 | 33       | 2      | 12          | 5          |
| M. Petri      | 1            | 1            | 0            | 0            | 0                 | 0                 | 0                 | 0                 | 1        | 1      | 0           | 0          |
| B. Rohrbacher | 1            | 0            | 0            | 0            | 0                 | 0                 | 0                 | 0                 | 1        | 0      | 0           | 0          |
| A. Schwinn    | 2            | 0            | 0            | 0            | 0                 | 0                 | 0                 | 0                 | 2        | 0      | 0           | 0          |
| S. Straub     | 29           | 0            | 0            | 0            | 1                 | 0                 | 0                 | 0                 | 30       | 0      | 0           | 0          |
| R. Tinsley    | 16           | 2            | 2            | 0            | 1                 | 0                 | 0                 | 0                 | 17       | 2      | 2           | 0          |
| M. Tomaš      | 34           | 10           | 6            | 0            | 1                 | 0                 | 0                 | 0                 | 35       | 10     | 6           | 0          |
| A. Wood       | 1            | 0            | 0            | 0            | 0                 | 0                 | 0                 | 0                 | 1        | 0      | 0           | 0          |